# Mistrzostwa Europy U-19 w Piłce Nożnej 2024 (eliminacje)/Runda kwalifikacyjna/Grupa 12
W Grupie 12 eliminacji do Mistrzostw Europy U-19 2024 brały udział następujące zespoły:
- Anglia U-19
- Austria U-19
- Czarnogóra U-19
- Walia U-19

## Stadiony
Na podstawie:
| Danilovgrad             | Mapa miast-gospodarzy | Podgorica        | Podgorica           |
| ----------------------- | --------------------- | ---------------- | ------------------- |
| Stadion Braća Velašević | DanilovgradPodgorica  | DG Arena         | Stadion Pod Goricom |
| Pojemność: 2 000        | DanilovgradPodgorica  | Pojemność: 4 300 | Pojemność: 11 080   |
|                         | DanilovgradPodgorica  |                  |                     |

## Tabela
| Reprezentacja   | M | W | R | P | Br+ | Br- | +/- | Pkt. |
| --------------- | - | - | - | - | --- | --- | --- | ---- |
| Austria U-19    | 3 | 1 | 2 | 0 | 1   | 0   | +1  | 5    |
| Czarnogóra U-19 | 3 | 1 | 1 | 1 | 3   | 1   | +2  | 4    |
| Anglia U-19     | 3 | 0 | 3 | 0 | 1   | 1   | 0   | 3    |
| Walia U-19      | 3 | 0 | 2 | 1 | 1   | 4   | -3  | 2    |

## Wyniki
| 11 października 2023 15:00 CET | Walia U-19 | 0:0(0:0)Raport | Austria U-19 | Stadion Braća Velašević, Danilovgrad Sędzia: Marian Alexandru Barbu |
|                                |            |                |              |                                                                     |

| 11 października 2023 18:00 CET | Anglia U-19 | 0:0(0:0)Raport | Czarnogóra U-19 | DG Arena, Podgorica Sędzia: Matthew De Gabriele |
|                                |             |                |                 |                                                 |

| 14 października 2023 15:00 CET | Anglia U-19 · Esse 70' | 1:1(0:0)Raport | Walia U-19 · 55' Lloyd | DG Arena, Podgorica Sędzia: Marian Alexandru Barbu |
|                                |                        |                |                        |                                                    |

| 14 października 2023 18:00 CET | Austria U-19 · Scharner 28' | 1:0(1:0)Raport | Czarnogóra U-19 | Stadion Pod Goricom, Podgorica Sędzia: Ion Orlic |
|                                |                             |                |                 |                                                  |

| 17 października 2023 18:00 CET | Austria U-19 | 0:0(0:0)Raport | Anglia U-19 | DG Arena, Podgorica Sędzia: Ion Orlic |
|                                |              |                |             |                                       |

## Strzelcy

### 1 gol
- Romain Esse
- Benedict Scharner
- Stefan Golubović
- Balša Mrvaljević
- Bodin Tomašević
- Ben Lloyd